# Euphorbia braunsii
Euphorbia braunsii är en törelväxtart som beskrevs av Nicholas Edward Brown. Euphorbia braunsii ingår i släktet törlar, och familjen törelväxter. Inga underarter finns listade i Catalogue of Life.